# Loos
Loos je jugozahodno predmestje Lilla in občina v severnem francoskem departmaju Nord regije Nord-Pas-de-Calais. Leta 1999 je naselje imelo 20.869 prebivalcev.

## Geografija
Kraj leži na jugozahodu Lilla ob reki Deûle.

## Administracija
Občina Loos je sestavni del kantona Haubourdin, vključenega v okrožje Lille.

## Znamenitosti
- Zvonik mestne hiše - Beffroi, zgrajen v 80. letih 19. stoletja, je skupaj s podobnimi stolpi v Belgiji in Franciji na UNESCOvem seznamu svetovne kulturne dediščine.

## Pobratena mesta
- Geseke (Nemčija);